# كايامون (كيبك)
كايامون (بالإنجليزية: Cayamant, Quebec)‏ هي بلدية محلية في كيبيك تقع في كندا في La Vallée-de-la-Gatineau Regional County Municipality. يقدر عدد سكانها بـ 875 نسمة ومساحتها 412.70 كم2 .